# Kirche Groß Markow

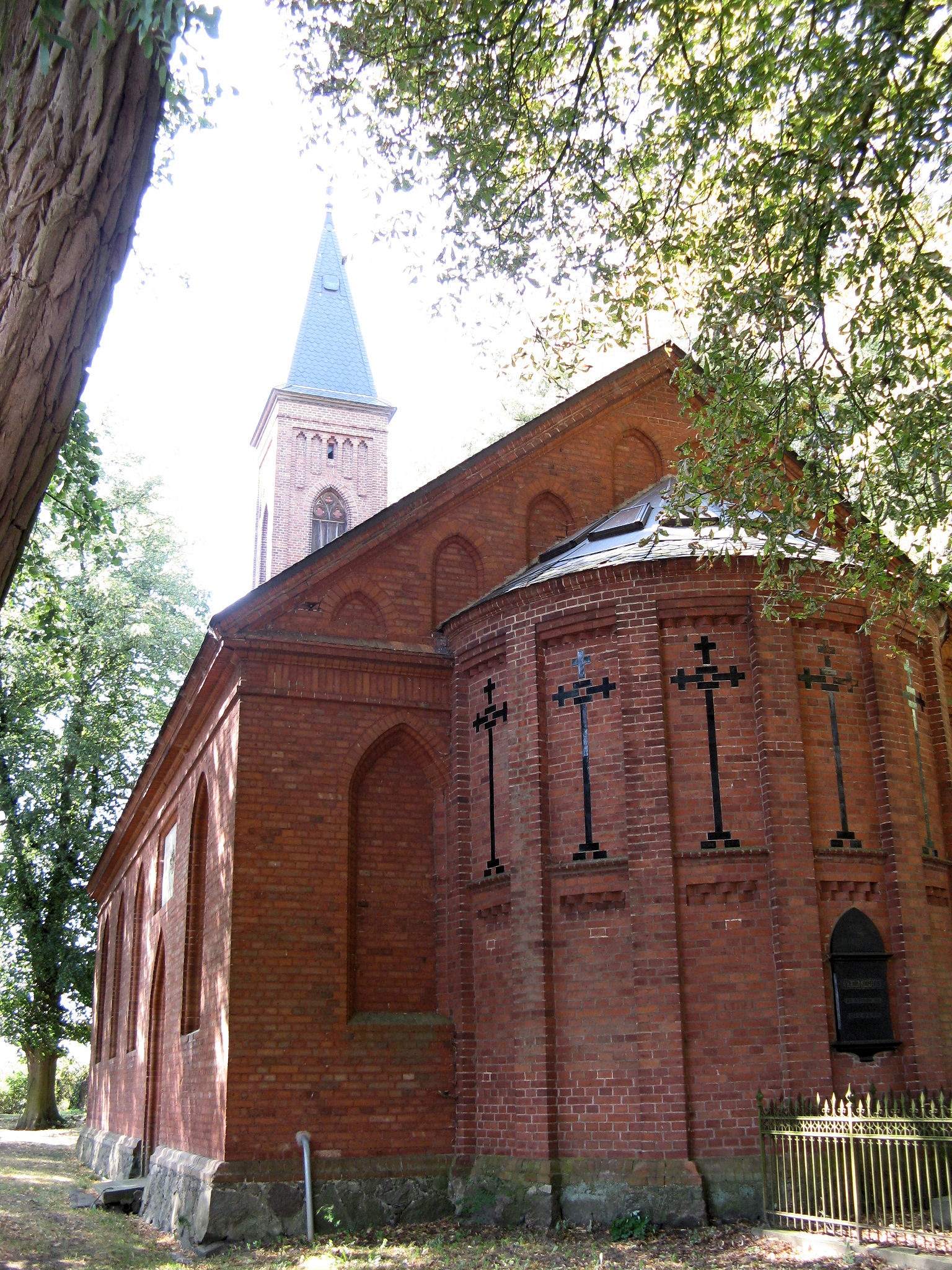
Dorfkirche Groß Markow

Die evangelische Kirche Groß Markow ist eine neugotische Saalkirche aus dem Jahr 1840 in Groß Markow, einem Ortsteil der Gemeinde Lelkendorf im Landkreis Rostock in Mecklenburg-Vorpommern. Die Kirchengemeinde gehört zur Evangelisch-Lutherischen Kirchengemeinde Hohen Mistorf der Propstei Rostock im Kirchenkreis Mecklenburg der Evangelisch-Lutherischen Kirche in Norddeutschland.

## Lage
Die Teterower Straße führt von Südwesten kommend auf den historischen Dorfanger zu. Sie verläuft von dort in nordöstlicher Richtung weiter. Das Bauwerk steht südlich dieser Straße auf einer leicht erhöhten Fläche, die nicht eingefriedet ist.

## Geschichte
In der Region um Groß Markow herrschten über viele Jahrhunderte die von Levetzow, die damit auch das Kirchenpatronat innehielten. Nachdem sie 1829 ein Herrenhaus im Ort errichten ließen, bauten Handwerker im Jahr 1840 auf Geheiß von Alexander von Levetzow (1786–1861) eine Gutskirche auf dem historischen Dorfanger. Vier Jahre nach seinem Tod baute Friedrich Wilhelm Winzer eine Orgel in die Kirche ein. In den Jahren 1889 und 1890 führte die Kirchengemeinde eine umfangreiche Sanierung des Bauwerks durch. Dabei wurden die Fenster mit Glasmalereien ausgestaltet und der Westturm errichtet. Nach dem Ende des Zweiten Weltkrieges und der Bodenreform in Deutschland gelangte das Bauwerk in das Eigentum der Gemeinde. 1993 reparierte der Künstler und Glasbildner Thomas Kuzio unter Einbezug historischer Bruchstücke die beiden Südfenster. Zwei Jahre später erfolgte eine Reparatur der Orgel.

## Baubeschreibung

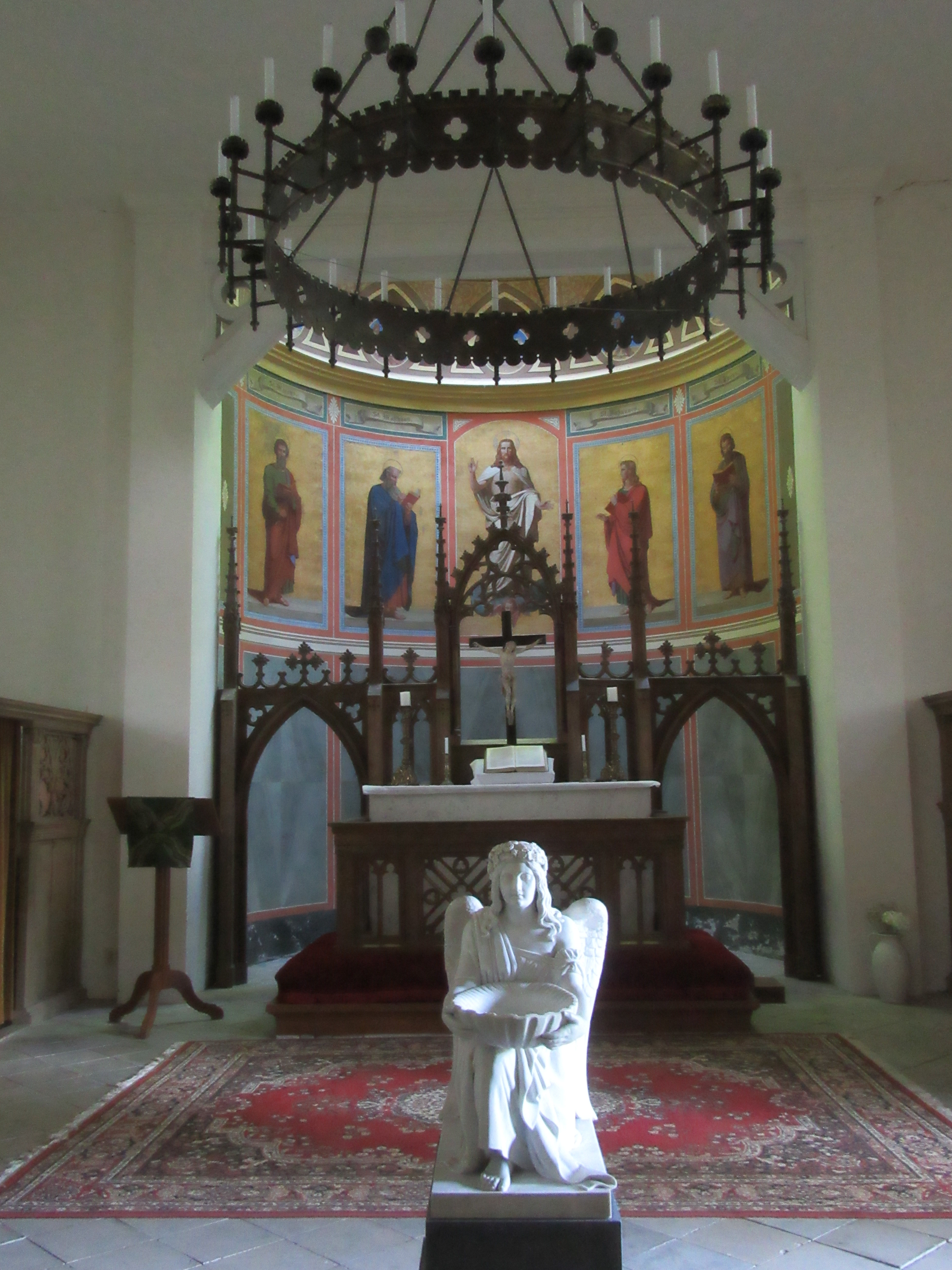
Apsis, Altar und Taufstein

Das Bauwerk in den Formen der frühen, romantischen Neugotik wurde im Wesentlichen aus rötlichem Mauerstein auf einem umlaufenden Sockel aus unbehauenen Feldsteinen errichtet. Die Apsis ist eingezogen, halbrund und über die gesamte Höhe mit Lisenen gegliedert. Dazwischen ist in der oberen Hälfte je ein schwarzes Kreuz eingearbeitet, das durch je einen ober- bzw. unterhalb angeordneten Fries verziert wird. Sie trägt ein Kegeldach, in das Fenster eingearbeitet sind. Im mittleren, unteren Feld ist ein Epitaph, das an den Fideikommissherrn Theodor Vollrad Ferdinand von Levetzow (* 16. Februar 1811, † 15. Mai 1899), einen Halbbruder von Ulrike von Levetzow, erinnert. Seine Grabstätte befindet sich östlich des Bauwerks. An die Apsis schließt sich der Chor an, der die Höhe und Breite des Kirchenschiffs aufnimmt. Er ist an seiner Ostwand mit je zwei spitzbogenförmigen Blenden verziert. Darüber ist ein umlaufendes Gesims sowie ein ebenfalls mit Blenden verzierter Giebel mit einem Kreuz. An der Nord- und Südseite ist je ein großes Fenster.
Die südliche Wand des Kirchenschiffs wird von drei gleichartigen, ebenfalls spitzbogenförmigen Fenstern dominiert. Daran schließt sich nach Osten hin eine zweiflügelige Pforte an, darüber ein rechteckiger Einlass mit einer Tafel, die an den Erbauer Alexander Carl Ludwig Wilhelm (ACLW) Theodosius von Levetzow  erinnert. In der Mitte das Levetzowsche Wappen, darunter eine Inschrift aus Philipper 2,11  zu lesen: „Zur Ehre Gottes des Vaters des Sohnes und des heil. Geistes“. Die nördliche Wand ist mit vier gleichartigen Fenstern gegliedert.
Im Westen schließt sich der schlanke Kirchturm an. Er kann durch eine große Pforte von Westen her betreten werden. Darüber ist eine Platte mit der Inschrift „T.v.L. 1871“ angebracht. Das Portal wird von zwei mächtigen, seitlich angeordneten Strebepfeilern verziert. Darüber ist ein umlaufender Fries, in den ein Kreuz eingearbeitet wurde. Im darüberliegenden Geschoss ist an der Westseite ein spitzbogenförmiges Fenster, gefolgt von einem weiteren Fries mit Fialen. Im Turmgeschoss ist je ein Lanzettfenster mit Maßwerk, in das Klangarkaden eingearbeitet sind. Es schließt mit einem Pyramidendach und einer Turmkugel mit Kreuz ab.

## Ausstattung
Von Levetzow war nicht nur Gutsherr und Kirchenpatron, sondern auch Domkapitular in Magdeburg und Halberstadt. Er ließ sich daher bei der Kirchenausstattung von anderen Sakralbauten inspirieren. Ein Kerzenleuchter trägt daher die Formensprache eines vergleichbaren Stücks aus dem Dom zu Halberstadt. Sehenswert ist auch ein Taufengel aus Marmor, der eine Taufschale trägt. Das Original stammt von Bertel Thorvaldsen und steht in der Frauenkirche in Kopenhagen. Es wurde oft kopiert, beispielsweise auch als Abguss aus Zink in der St.-Petri-Kirche in Wolgast.
Die übrige Ausstattung, darunter die Kanzel, das Gestühl und die Empore, wurde aus Holz gearbeitet und stammt aus der Bauzeit der Kirche. Die Apsis ist reichhaltig ausgemalt und zeigt Jesus Christus und die Evangelisten. Sie wird von einer neugotisch gestalteten Chorschranke mit Rankenwerk und Fialen abgetrennt. Davor steht der Altar, darauf ein Kruzifix. Die Glasfenster gestaltete die Glasmalereianstalt Ferdinand Müller aus Quedlinburg im Auftrag der Familie von Levetzow. Sie zeigen neben Inschriften Szenen aus dem Neuen Testament.
Das Bauwerk ist in seinem Innern flach gedeckt; der Übergang mit einer Voute gestaltet.
Östlich der Kirche ist die Grabanlage derer von Levetzow. Im Nordosten erinnert ein Grabkreuz an die Gefallenen aus dem Zweiten Weltkrieg.